# Варсонофий II (епископ Тверской)
Епископ Варсонофий II (в миру — Иван Васильевич; ок. 1495, Серпухов — 11 апреля 1576, Казань) — епископ Тверской, святой Русской церкви в лике святителей, почитается как Казанский чудотворец. Память святителю Варсонофию совершается (по юлианскому календарю) 11 апреля, 4 октября, а также в Соборе Казанских (4 октября) и Тверских (первое воскресение после дня апостолов Петра и Павла, 29 июня) святых.

## Жизнеописание
Родился в семье серпуховского священника, в 1512 году был захвачен в плен крымскими татарами и продан в рабство. Через три года был выкуплен отцом, за время жизни в Крыму изучил татарский язык. Освободившись, по обету пришёл в Андроников монастырь и принял монашеский постриг с именем Варсонофий. В монастыре Варсонофий прославился своей добродетельной жизнью и в 1544 году митрополитом Макарием был назначен игуменом Никольского Песношского монастыря. В 1553 году монастырь посетил царь Иван IV и обратил внимание на талантливого игумена, знающего татарский язык. В 1555 году была образована Казанская епархия, и по указанию царя Варсонофия возвели в сан архимандрита и вместе с Гурием и Германом направили на обустройство новой епархии.
В Казани в 1557 году был основан Спасо-Преображенский монастырь, и Варсонофий освятил в нём первый храм — каменную церковь Святого Николая Чудотворца, а позднее и Преображенский собор монастыря. К 1565 году число насельников монастыря достигло 100 человек. Варсонофий, зная татарский язык и обычаи этого народа, вёл миссионерскую деятельность. Он тайно носил вериги и почитался как способный врачевать телесные недуги, чем привлекал к себе много местных жителей, которые после его проповеди принимали христианство. В 1563 году скончался первый казанский архиерей Гурий, его отпевание совершил Варсонофий, а новым епископом был избран святитель Герман.
В 1567 году после смерти тверского епископа Акакия Варсонофий в Москве был рукоположён митрополитом Филиппом во епископа Тверского и Кашинского. В период своего архиерейства Варсонофий продолжал жизнь аскета, по ночам молился, шил клобуки. В 1570 году вернулся в Казань и поселился на покое в Спасо-Преображенском монастыре (в литературе XIX века сообщается, что там он принял великую схиму, но первое его житие XVI века об этом факте не сообщает). Скончался 11 апреля 1576 года и был погребён архиепископом Казанским Тихоном рядом со святителем Гурием у алтаря Преображенского собора монастыря.

## Обретение мощей, канонизация

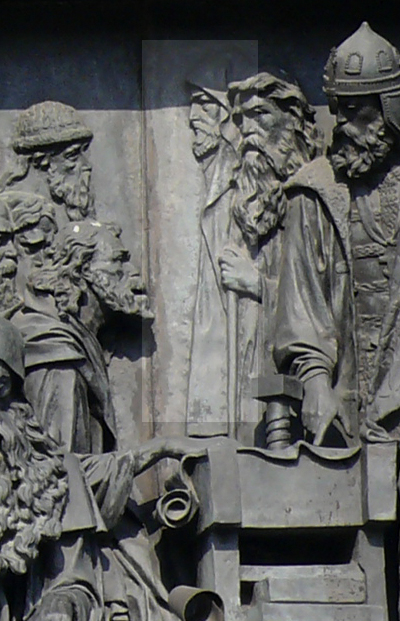
Варсонофий на Памятнике «1000-летие России» в Великом Новгороде

Обретение мощей святителя Варсонофия произошло в 1595 году (вместе с обретением мощей святителя Гурия). Открытие мощей совершил будущий патриарх Гермоген. Мощи были обнаружены в ходе строительства новой каменной церкви в Спасо-Преображенском монастыре. Тогда у алтарной стены прежнего деревянного храма были откопаны неповреждённые тлением гробы с телами святителей, которые были открыты Гермогеном при большом стечении народа. Об открытии мощей Гермоген писал:

Потом же открыхом раку преподобнаго Варсонофия и видехом: многим нетлением почтени от Бога мощи святаго Варсонофия. К ногам преподобнаго тление коснуся, но обаче не токмо кости не разрушены, но крепки бяху зело и никакоже слабости в составе имуще, яко же и Гурию святителю. И погребальныя ризы такожде, яко и Гурию преподобному, новых крепчае.

Святители Гурий и Варсонофий были канонизированы по указу патриарха Иова. Первое их житие составил патриарх Гермоген, а текст службы святым написал Димитрий Ростовский. Мощи святителя Варсонофия до 1918 года находились в Преображенском соборе, а затем были перенесены в Казанский Богородицкий монастырь, закрытый в 1929 году. С этого времени местонахождение мощей Варсонофия Тверского остаётся неизвестным, в Национальном музее Республики Татарстан сохранились только детали его раки.